# Шато Леовиль-Пуаферре

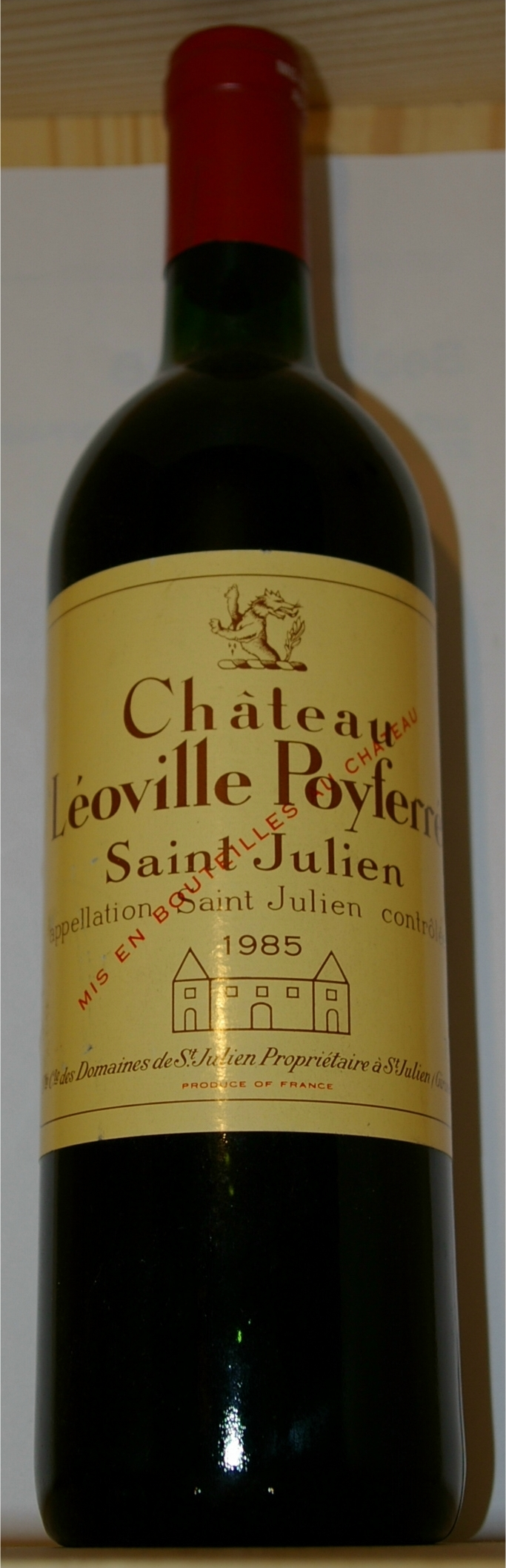
Léoville Poyferré 1985

Шато Леовиль-Пауферре (фр. Château Léoville-Poyferré) — это поместье в регионе аппелласьене Сен-Жульен субрегиона Медок региона Бордо. На его винодельне производится красное сухое вино Chateau Leoville-Poferre, которое входит во вторую категорию согласно официальной классификации вин Бордо 1855 года.

## История
Изначально виноградник, который сейчас принадлежит Шато Ловиль-Пуаферре, был частью другого огромного виноградника, принадлежавшего Шато Леовиль-Лас-Каз (фр. Château Leoville-Las-Cases). Со временем он разделился на три части, которые впоследствии стали Шато Ловиль-Пуаферре, Шато Бартон (фр. Château Barton) и Ловиль-Лас-Каз. Виноградник был создан Жаном де Муатье в 1638 году. Создатель был крупным дельцом из Бордо, а его сын — президентством казначейства Франции. Семья породнилась с другими крупными землевладельцами Бордо — семейством де Гасков, которым принадлежало Шато Пальмер (фр. Château Palmer) и Шато д'Исан (фр. Château d'Isan). Де Гаск Ловиль умер в 1979 и не оставил наследников. Во время великой французской революции шато конфисковали. После трагических событий семье удалось вернуть часть своих земель. Один из осколков поместья был продан семье Пуаферре.
Когда барон де Пуафере умер, поместье досталось его сыну Жану-Мари. Игра на акциях российских железных дорог разорила его. Поместье было продано Арману Лаланду. На тот момент ему уже принадлежало Шато Кантнак-Браун (фр. Château Cantenac-Brawn), которое располагалось в регионе Марго. В 1894 году поместье перешло в руки Эдуарда Лоутона после смерти Лаланда. При нем поместьем управлял господин Скавински. Следующим владельцем стала компания Societe Civile Des Domaines de St Julien. Ее основателями были виноторговцы из семьи Кювелье родом из Лиля. Сумма сделки равнялась 1,2 млн франков. Они также владели Шато Ле-Крок (фр. Château Le Crock) в Сент-Эстефе, которое производило вино из категории крю буржуа. Семейство Делонов — потомки Скавински, который когда-то уже управлял поместьем, руководили им при Кювелье. 
В 1979 году Дидье Кювелье стал самолично управлять шато после смерти Рожера Делона. В помощь себе он взял экспертов — профессора Эмиля Пейно, который консультировал его с 1959 по 1983 год, а затем Мишеля Роллана. Они модернизировали производство и увеличили посевы. Это дало свои плоды — качество вина улучшилось. 1982 год считается поворотным в качестве производства. Несмотря на то, что предыдущие управляющие были высоко уровня, их преследовали неудачи на протяжении сорока лет. Это можно объяснить военными и послевоенными тяжелыми годами, а также недостатком инвестиций в то время. Винтажи 1982, 1983 и 1985 годов были очень успешными. С 2017 поместьем стала управлять племянница Дидье — Сара Лекомпт-Кувелье.

## Поместье и виноградники
Шато расположено рядом с двумя другими производителями вина — Шато Леовиль Лас Каз (фр. Château Leoville-Las-Cases) и Шато Леовиль Бартон (фр. Château Leovelle-Barton). 65 % виноградника засажено каберне-совиньен, 23 % мерло, 8 % пти вердо и 4 % каберне фран. Площадь посадки — 80 гектар. На винограднике преобладает ручной труд. Обрезка и сбор осуществляется людьми. Ягоды собираются в деревянные ящики для транспортировки, а далее перебираются на деревянных столах руками. Далее применяется оптическая технология для повторного просева. Работами руководит менеджер по виноградарству Бруно Клеме. Урожай на винограднике часто собирают позже, чем в окрестностях. Время сбора каждый раз определяет команда менеджеров и руководителей поместья — из года в год даты рознятся.
В год винодельня производит 240 000 бутылок Château Léoville-Poyferré.

## Продукция винодельни
В 2009 критик Роберт Паркер наконец оценил вино в 100 баллов по своей шкале, что является высшей оценкой в мире виноделия. В своей книге «Винный гид покупателя» он называет его «выдающимся». Wine Spectator характеризует его, как одно из лучших вин левого берега Жиронды. Некоторые критики высказывают мнение, что бренд должен был попасть в первую категорию вин. Считается, что цена на Château Léoville-Poyferré является одной из самых адекватных в своем классе.
Кроме основного вина производится также «второе» вино — Pavillon de Léoville-Poyferré. На его производство уходит 45 % урожая. Ранее вместо Pavillon de Léoville-Poyferré производился другой бренд — Château Moulin Riche, но в 2009 одноименное поместье стало самостоятельным хозяйством, а его продукция — самостоятельным брендом. Также в течение определенного срока «второе» вино выпускалось под брендом Pavillon des Connetables.